# Asociación de Escritores Marroquíes en Lengua Española

La Asociación de Escritores Marroquíes en Lengua Española, surge en el mes de septiembre de 1997, con sede en la Ciudad de Larache. El propósito, difundir la literatura en español en Marruecos y que se escuche la lengua castellana en todos los foros donde participe la Asociación. Su primer presidente electo fue: Mohamed Bouissef Rekab. Posteriormente fue presidida por Mohamed Akalay. A partir del año 2010 la AEMLE se destituyó debido a acusaciones de malversación de fondos. En 2014 nace la ''Nueva Asociación de Escritores Marroquíes en Lengua Española, 'NAEMLE', con sede en Tetuán.  
Miembros fundadores:

Mohamed Akalay, Mohamed Sibari, Mohamed Mamún Taha, Mohamed Bouissef Rekab, Mohamed Lahchiri, Abderrahmán El Fathi, Abdelatif Limami, Mulay Ahmed El Gamoun, Mohamed El Khoutabi, Oubali Ahmed, Sara Alaui, Fatima Zohra Koui, Abdeljalil Rusi El Hassani y Mohamed Chakor.